# Bi Kidude
Fatuma binti Baraka (1910 en Zanzíbar – 17 de abril de 2013) aka Bi Kidude, fue una cantante Taraab de Tanzania. Ella es considerada la reina indiscutible de la música Taraab y Unyago y también es una protegida de Siti binti Saad. Kidude Bi nació en el pueblo de Mfagimaringo, fue hija de un vendedor de coco en Zanzíbar colonial. La fecha exacta de su nacimiento es desconocida, la mayor parte de la historia de su vida no está corroborada, dándole un estatus casi mítico.
En 2005 Bi Kidude recibió el premio WOMEX de prestigio por su destacada contribución a la música y la cultura en Zanzíbar. Murió el 17 de abril de 2013.